# Childress megye
Childress megye az Amerikai Egyesült Államokban, azon belül Texas államban található. Megyeszékhelye és legnagyobb városa Childress. Lakosainak száma 6664 fő (2020. április 1.). Childress megye Cottle, Hall, Collingsworth, Harmon és Hardeman megyékkel határos.

## Népesség
A megye népességének változása:
| Lakosok száma | 7068 | 7014 | 7078 | 7095 | 7088 | 6664 |
|               | 2010 | 2011 | 2012 | 2013 | 2015 | 2020 |